# متنزه بحيرة تغانيك الحكومي
متنزه بحيرة تغانيك الحكومي، هو متنزه حكومي تبلغ مساحته 1,569 أكر (6.35 كـم2) متنزه حكومي الواقعة في الجزء الجنوبي من مقاطعة كولومبيا، نيويورك في الولايات المتحدة. تقع الحديقة على خط المدينة بين مدينتي جالاتين وتاغانيك، وهي مجاورة لـتاكونيك ستيت باركواي.

## تاريخ
تبرع ماكراي ليفينغستون  في عام 1929 بأرض متنزه بحيرة تغانيك الحكومي للولاية بشرط تغيير اسم بحيرة شارلوت إلى بحيرة تغانيك. تم إنشاء معسكر  لفيلق الحفظ المدني (CCC) في الحديقة في عام 1933، لإسكان العمال المكلفين ببناء برج المياه في الحديقة والشاطئ والحمام ومنطقة المقصورة.

## وصف
يوجد في حديقة طاغانيك الحكومية مواقع تخييم ومقطورات وكبائن وأكواخ وشاطئين ومناطق للتنزة ومواقع لإطلاق القوارب وقوارب التجديف واستئجار قوارب التجديف وزوارق وملاعب رياضية وجناح قابل للأجار وقاعة ترفيهية ودورات مياة وتوفر الحديقة أيضًا ممشى للمشي لمسافات طويلة وركوب الدراجات والسباحة وصيد الأسماك والتزلج الريفي على الثلج ومسارات التزلج على الجليد.
تسمى الحديقة باسم بحيرة تغانيك، والتي تغطي 168 أكر (0.68 كـم2) . 1.5 ميل (2.4 كـم) ويبلغ الحد الأقصى لعمق هذه البحيرة 40 قدم (12 م) ومتوسط عمقه 19 قدم (5.8 م) .

## روابط خارجية
- New York State Parks: Lake Taghkanic State Park